# Ounasvaara
Ounasvaara är en kulle i Finland. Den ligger i Rovaniemi i landskapet Lappland, i den norra delen av landet, 700 km norr om huvudstaden Helsingfors. Toppen på Ounasvaara är 200 meter över havet.
Terrängen runt Ounasvaara är huvudsakligen platt. Runt Ounasvaara är det ganska tätbefolkat, med 222 invånare per kvadratkilometer.